# Hit festival
Hit festival je bil slovenski glasbeni festival, ki je potekal med letoma 2000 in 2004 v organizaciji Radia Hit v sodelovanju s Pro Plusom, ki je poskrbel za neposredni televizijski prenos prireditve.
V petih letih festivala sta po dvakrat slavili Nuša Derenda (2000 s pesmijo Ni mi žal in 2003 s pesmijo V ogenj zdaj obleci me) in Alenka Godec (2001 s pesmijo V meni je moč in leta 2002 s pesmijo Ni me strah), na zadnjem Hit festivalu pa je slavila Maja Slatinšek (Do neba).

## Hit festival 2000
I. Hit festival je potekal v soboto, 25. novembra 2000, v Cankarjevem domu. Prireditev, ki jo je neposredno prenašal Radio Hit, sta povezovala Robert Pečnik in Saša Einsiedler, režiral pa jo je Branko Đurić. Sklepni del sta popestrila Rudolf Gas, pevec skupine Kut Gas, v družbi plesalk in zasedba The Stroj.
Strokovna žirija je podelila 3 nagrade avtorjem glasbe, 3 nagrade avtorjem besedil, nagrado za najboljšo priredbo in nagrado za najboljšo izvedbo.
Skupnega zmagovalca festivala, tj. najboljšo pesem, so dali glasovi 4 žirij: televotinga (25 %), gledalcev v dvorani (25 %), častne komisije, tj. znanih oseb iz medijskega sveta (25 %), ter strokovne komisije, sestavljene iz glasbenikov in avtorjev pesmi (25 %). V televotingu je zmagala Majda Arh, a so jo druge tri komisije preglasovale. V skupnem seštevku je slavila Nuša Derenda s pesmijo Ni mi žal.
| #   | Izvajalec                    | Naslov pesmi               | Avtorska ekipa (glasba – besedilo – aranžma)             | Nagrade strokovne žirije                            |
| --- | ---------------------------- | -------------------------- | -------------------------------------------------------- | --------------------------------------------------- |
| 1.  | Babilon                      | Rabim tvoj smeh            | Marijan Merljak – J. A. Bright, Frenk Nova – Merljak     |                                                     |
| 2.  | Irena Vrčkovnik & Happy Band | Povabi me                  | Irena Vrčkovnik – Vrčkovnik – Mike Orešar                |                                                     |
| 3.  | Bakan                        | Zate bi ...                | Stane Bakan – Bogdan Gerk – S. Bakan                     | 3. nagrada za besedilo                              |
| 4.  | Venera                       | Nocoj                      | Tomaž Stradovnik – Janez Hvale – Stradovnik              |                                                     |
| 5.  | Alenka Vidrih                | Male vojne skrivnosti      | Mojca Potočnik – Alenka Vidrih – Tomaž Kozlevčar         |                                                     |
| 6.  | Damiano Roi                  | Naj se večer lepo konča    | Bor Zuljan – Marjan Kukovec – Zuljan                     |                                                     |
| 7.  | Karmen Plazar                | Najlepša misel             | Nina Miglič – Darja Pristovnik – Martin Lesjak           |                                                     |
| 8.  | Nuša Derenda                 | Ni mi žal                  | Matjaž Vlašič – Urša Vlašič – M. Vlašič, Boštjan Grabnar | nagrada za najboljšo izvedbo; 1. nagrada za glasbo  |
| 9.  | Kalamari                     | Jaz sem the best           | Danilo Kocjančič – Katja Pegan – Matjaž Švagelj          |                                                     |
| 10. | Majda Arh                    | Pomisli name               | Majda Arh – Arh – Bor Zuljan                             |                                                     |
| 11. | Jasmina Cafnik               | Tudi ko te z mano ni       | Dušan Erbus – Janez Hvale, Jasmina Cafnik – Erbus        |                                                     |
| 12. | Victory                      | Ona je kot sladka kava     | Matjaž Vlašič – Urša Vlašič – M. Vlašič, Boštjan Grabnar | 3. nagrada za glasbo                                |
| 13. | Lidija                       | Dan, ki se prebuja         | Tomaž Stradovnik – Janez Hvale – Stradovnik              | 2. nagrada za besedilo                              |
| 14. | Rok Šošter                   | Verjemi vase               | Enzo Hrovatin – Miša Čermak – Sašo Fajon                 | 1. nagrada za besedilo                              |
| 15. | Damjana Golavšek             | Meglo zdaj prodajaj drugje | Karel Novak                                              |                                                     |
| 16. | Matjaž Jelen                 | Po pisku ...               | Marino Legovič – Damjana Kenda Hussu – Legovič           |                                                     |
| 17. | Vivian                       | Vrni se                    | Stayerc Production – Martin Lesjak – Borut Ipavec        |                                                     |
| 18. | Avia Big Band                | En korak                   | Martin Štibernik – Karmen Stavec – Štibernik             | 2. nagrada za glasbo; nagrada za najboljšo priredbo |

## Hit festival 2001
II. Hit festival je potekal v soboto, 3. novembra 2001, v Cankarjevem domu. Prireditev sta povezovala Sebastijan Cavazza in Alenka Oldroyd - Reza.
Zmagala je Alenka Godec s pesmijo V meni je moč Aleša Klinarja (glasba) ter Anje Rupel in Alenke Godec (besedilo). Slednji sta prejeli 1. nagrado strokovne žirije za najboljše besedilo, Alenka Godec pa je prejela tudi nagrado za najboljšo izvedbo.
| #   | Izvajalec          | Naslov pesmi               |
| --- | ------------------ | -------------------------- |
| 1.  | Alya               | Mister poželenja           |
| 2.  | Alenka Godec       | V meni je moč              |
| 3.  | Katrinas           | Moj planet                 |
| 4.  | Alenka Šmid - Čena | Ni mi mar                  |
| 5.  | Plima              | Kar mi daš ... vzamem      |
| 6.  | Frajkinclarji      | Ali Baba                   |
| 7.  | Johnny Bravo       | Tri dni jesenske depresije |
| 8.  | Ultra              | V barvi luči               |
| 9.  | Mitja Osolnik      | Heroj                      |
| 10. | Jasmina Cafnik     | Kakor srce                 |
| 11. | Damjana Golavšek   | Sonce, moj prijatelj       |
| 12. | Odličnjaka         | O, madona                  |
| 13. | Aurora             | Ko ljubiš                  |
| 14. | Malala             | Ko je eno vse              |
| 15. | Faraoni            | Nekaj ostane               |
| 16. | Evita              | Zapelji me v ekstazo       |
| 17. | Nataša & Zibelnik  | Tvoj utrip srca            |
| 18. | Botri              | Rekla si, da ljubiš        |

Nagrade
Najboljše skladbe:
- 1. nagrada: V meni je moč - Alenka Godec
- 2. nagrada: Mister poželenja - Alya
- 3. nagrada: Rekla si, da ljubiš - Botri

Najboljša besedila:
- 1. nagrada: Anja Rupel in Alenka Godec (V meni je moč)
- 2. in 3. nagrada:
  - Miša Čermak (Ko je eno vse)
  - Damjana Kenda Hussu (Mister poželenja)

Najboljša priredba:
- Marino Legovič (Mister poželenja)

Najboljša izvedba:
- Alenka Godec

## Hit festival 2002
| #   | Izvajalec                  | Naslov pesmi                  |
| --- | -------------------------- | ----------------------------- |
| 1.  | Boom band                  | Rad bi te videl zgoraj brez   |
| 2.  | Vojo                       | Raketa                        |
| 3.  | Polona                     | Podnevi manj boli             |
| 4.  | Mili                       | Lahko pride dan               |
| 5.  | Johnny Bravo Band          | Nocoj veter piha v pravo smer |
| 6.  | Slavko Ivančić             | Ogoljufan                     |
| 7.  | Mojca                      | Bile so laži                  |
| 8.  | Stayerc Production & Petra | Poglej me v oči               |
| 9.  | Alenka Godec               | Ni me strah                   |
| 10. | Karmen Stavec              | Ena in edina                  |
| 11. | Frank Nova                 | Daj mi zrak                   |
| 12. | Plima                      | Sanja                         |
| 13. | Brane Kač                  | Zasanjana                     |
| 14. | Don Sergio                 | Sanjam te                     |
| 15. | Platin                     | Pet minut                     |
| 16. | Nataša & Zibelnik          | Zame si                       |
| 17. | Faraoni                    | Peškador                      |
| 18. | Pika Božič                 | Vem, da misliš name           |

## Hit festival 2003
IV. Hit festival je potekal v soboto, 15. novembra 2003, na ljubljanskem Gospodarskem razstavišču. Prireditev sta povezovala Mirjam Kepic in Aljoša Rebolj. 
| #   | Izvajalec          | Naslov pesmi           | Avtorska ekipa                                                                   |
| --- | ------------------ | ---------------------- | -------------------------------------------------------------------------------- |
| 1.  | Pika Božič         | Nisem lahek plen       | Aleš Klinar (glasba, aranžma), Anja Rupel (besedilo), Franci Zabukovec (aranžma) |
| 2.  | Johnny Bravo       | Neposlikan list        | Leon Oblak (glasba, besedilo), Bor Zuljan (aranžma)                              |
| 3.  | Rebeka Dremelj     | To sem jaz             |                                                                                  |
| 4.  | Itak               | Zajahaj sanje          | France Jarc (besedilo)                                                           |
| 5.  | Brigita Šuler      | Premalo ali preveč     | Matjaž Vlašič (glasba), Urša Vlašič (besedilo), Boštjan Grabnar (aranžma)        |
| 6.  | Tulio Furlanič     | Lagal sem ti           |                                                                                  |
| 7.  | A & M              | Ti to veš              | Marko Bezovšek (glasba, besedilo in aranžma)                                     |
| 8.  | Marijan Novina     | Sama                   | Marijan Novina (glasba, besedilo), Sašo Fajon (aranžma)                          |
| 9.  | Platin             | Tisočkrat              |                                                                                  |
| 10. | Victory            | Party Boys             | Andrej Šifrer (glasba), Martin Štibernik (besedilo)                              |
| 11. | Vera Trafella      | Nov dan                | Irena Vrčkovnik (glasba)                                                         |
| 12. | Vili Resnik        | Smeh in solze          |                                                                                  |
| 13. | Hajdi Korošec      | Bodi tu                |                                                                                  |
| 14. | Yuhubanda          | Črno na belem          | Matjaž Vlašič (glasba)                                                           |
| 15. | Aleksandra Čermelj | Je res                 |                                                                                  |
| 16. | Ritem planet       | Na sončni strani ulice |                                                                                  |
| 17. | Nuša Derenda       | V ogenj zdaj obleci me | Matjaž Vlašič (glasba), Urša Vlašič (besedilo), Aleš Čadež (aranžma)             |
| 18. | Sam & Darjan       | ?                      |                                                                                  |

O zmagovalcu so odločali glasovi častne komisije (1/4), obiskovalcev festivala (1/4), gledalcev (1/4) in žirije radijskih postaj (1/4).
Zmagala je Nuša Derenda s pesmijo V ogenj zdaj obleci me. Drugi so bili Yuhubanda s pesmijo Črno na belem, tretji je bil duo Platin s pesmijo Tisočkrat, četrto mesto je zasedla Pika Božič s pesmijo Nisem lahek plen, na peto mesto pa se je uvrstil Marijan Novina s pesmijo Sama.
Nagrade strokovne žirije za najboljšo glasbo so prejeli:
- 1. nagrado: Matjaž Vlašič za pesem V ogenj zdaj obleci me
- 2. nagrado: Matjaž Vlašič za pesem Črno na belem v izvedbi Yuhubande
- 3. nagrado: Irena Vrčkovnik za pesem Nov dan v izvedbi Vere Trafello.

Nagrade strokovne žirije za najboljše besedilo so prejeli:
- 1. nagrado: Urša Vlašič za pesem V ogenj zdaj obleci me
- 2. nagrado: France Jarc za pesem Zajahaj sanje v izvedbi dueta Itak
- 3. nagrado: Leon Oblak za pesem Neposlikan list v izvedbi skupine Johnny Bravo.

Nagrado strokovne žirije za najboljšo priredbo je prejel Aleš Čadež za pesem V ogenj zdaj obleci me.

## Hit festival 2004
V. Hit festival je potekal v soboto, 27. novembra 2004, na ljubljanskem Gospodarskem razstavišču. Prireditev, ki sta jo neposredno prenašala Radio Hit in Kanal A, sta povezovala Alenka Tetičkovič in Dare Cedilnik.
O zmagovalcu so odločali glasovi povabljenih gostov (1/4), žirije izbranih radijskih postaj (Radio Ognjišče, Radio Val 202, Radio Capris, Radio City, Radio Kranj, Radio Krka in Radio Hit) (1/4), občinstva v dvorani (1/4) ter gledalcev in poslušalcev doma (1/4). Zmagovalec telefonskega glasovanja je bil Rok Kosmač, povabljene goste je najbolj navdušila končna zmagovalka Maja Slatinšek, radijske postaje so največ točk namenile skupini Billy's Private Parking, občinstvo v dvorani pa je izbralo Ylenio Zobec.
V skupnem seštevku je slavila Maja Slatinšek s pesmijo Do neba, drugi so bili Billy's Private Parking s pesmijo Preženi oblake, tretja pa Ylenia Zobec s pesmijo Živim.
Strokovna žirija je podelila 3 nagrade avtorjem skladb, 3 nagrade avtorjem besedil in nagrado za najboljšo priredbo.
| #   | Izvajalec                                 | Naslov pesmi         | Avtor glasbe                        | Avtor besedila       | Avtor aranžmaja                     | Nagrade                                      |
| --- | ----------------------------------------- | -------------------- | ----------------------------------- | -------------------- | ----------------------------------- | -------------------------------------------- |
| 1.  | Lukas                                     | Bye, Bye             | Božidar Volfand - Wolf, Dušan Erbus | Damjana Kenda Hussu  | Božidar Volfand - Wolf, Dušan Erbus |                                              |
| 2.  | Meta Močnik, Edvin Fliser in Pepel in kri | Verjemi srcu         | Edvin Fliser                        | Miša Čermak          | Vojko Sfiligoj                      |                                              |
| 3.  | Yuhubanda                                 | Za vsak slučaj       | Bruno Berger                        | Brina Majlan         | Bruno Berger, Nace Pastirnik        | 3. nagrada za glasbo; 3. nagrada za besedilo |
| 4.  | Karmen Stavec                             | Ne pomeni ne         | Martin Štibernik                    | Karmen Stavec        | Martin Štibernik                    |                                              |
| 5.  | Victory                                   | Kako naj čas ustavim | Martin Štibernik                    | Béla Szomi           | Martin Štibernik                    |                                              |
| 6.  | Billy's Private Parking                   | Preženi oblake       | Sergej Pobegajlo                    | Urška Majdič         | Sergej Pobegajlo                    | 2. nagrada za besedilo                       |
| 7.  | Rok Kosmač                                | Ko pride čas         | Rok Kosmač                          | Rok Kosmač           | Aleš Zibelnik                       |                                              |
| 8.  | Ylenia                                    | Živim                | Marino Legovič                      | Damjana Kenda Hussu  | Marino Legovič                      | 1. nagrada za glasbo; 1. nagrada za besedilo |
| 9.  | Avia Band                                 | Nekaj je v zraku     | Martin Štibernik                    | Jasmina Cafnik       | Martin Štibernik                    |                                              |
| 10. | Maja Slatinšek                            | Do neba              | Raay                                | Maja Slatinšek, Raay | Raay                                |                                              |
| 11. | Don Sergio                                | Zaplešiva v slovo    | Matija Oražem                       | Don Sergio           | Matija Oražem                       |                                              |
| 12. | Nataša & Zibelnik                         | Na vzhodu se dani    | Nataša Zibelnik                     | Nataša Zibelnik      | Nataša Zibelnik, Aleš Zibelnik      |                                              |
| 13. | Mare                                      | Domine               | Bruno Berger                        | Brina Majlan         | Bruno Berger, Nace Pastirnik        |                                              |
| 14. | Bojana Glatz                              | Mudi se mi           | Aleš Čadež                          | Aleš Čadež           | Aleš Čadež                          | 2. nagrada za glasbo                         |
| 15. | Peter Januš                               | Lepa si              | Simon Gomilšek                      | Diana Lečnik         | Simon Gomilšek                      |                                              |